# 石蜡
石蜡是固态高级烷烃混合物的俗名，分子式为CnH2n+2，其中n=20~40。

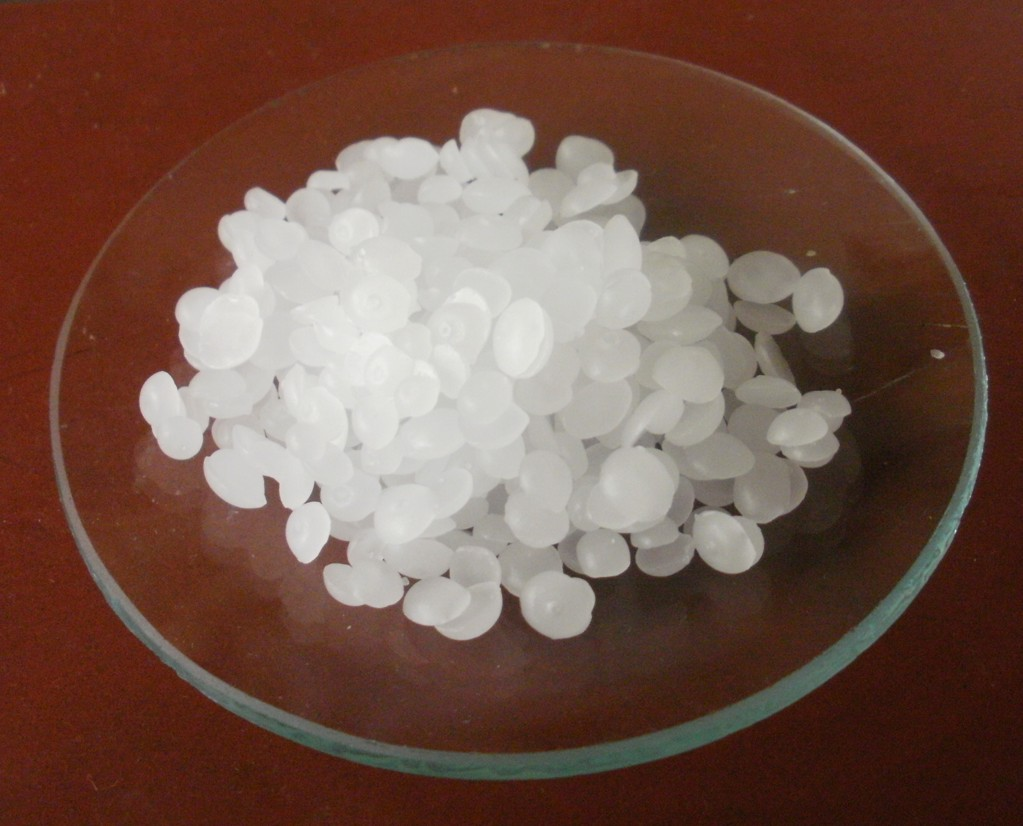
石蠟

石蠟可由天然或人造石油的含蜡馏分用冷榨或溶剂脱蜡、发汗等方法制得。
石蜡通常是白色、有轻微气味的蜡状固体，熔点在47 °C-64 °C，密度约0.8 g/cm3。它不溶于水，但可溶于醚、苯和某些酯中。石蜡不与常见的化学试剂反应，但可以燃烧。
纯石蜡是很好的绝缘体，其电阻率为1013-1017欧姆·米，比除了某些塑料（尤其是特富龙）外的大多数材料都要高。
石蜡也是很好的储热材料，其比热容为2.14–2.9 J·g–1·K–1，熔化热为200–220 J·g–1。
石蜡是蜡烛的主要成分。